# Réussir le Périgord
Réussir le Périgord est un hebdomadaire départemental français traitant de l'agriculture, de l'économie et de l'artisanat dans le département de la Dordogne. Tirant à 9 000 exemplaires, il est édité tous les vendredis.

## Histoire
Réussir le Périgord est né en 1971 sous le nom de L'Agriculteur de la Dordogne. En 2003, il a pris son nom actuel. Son 2 000e numéro est sorti le vendredi 15 juin 2012.